# Xanadu Next
Xanadu Next è un action RPG del 2005 sviluppato da Nihon Falcom per N-Gage. Spin-off di Xanadu, il gioco ha ricevuto una conversione per Microsoft Windows distribuita nel mercato statunitense da XSEED Games.